# Ervazza
Ervazza (in italiano nota anche come Ervazze o Ervaze; in croato Hrvace) è un comune di 4.116 abitanti della regione spalatino-dalmata, in Croazia.

## Geografia fisica
L'altura principale è il Svilaja (1508 m). Il territorio è attraversato dal fiume Cetina e dal fiume Rumin.

## Geografia antropica

### Località
Il comune di Ervazza è suddiviso in 11 frazioni (naselja) di seguito elencate. Tra parentesi il nome in lingua italiana, generalmente desueto. È rinvenuto il progetto della chiesa 14
- Gornji Bitelić (Bittelich Superiore[12])
- Dabar
- Donji Bitelić
- Hrvace - Ervazza
- Laktac
- Maljkovo
- Potravlje (Potrauglie[9])
- Rumin (Musterich[10])
- Satrić (Satrich[9])
- Vučipolje (Vucipoglie[9])
- Zasiok